# Filosofia luso-brasileira
A filosofia luso-brasileira é uma vertente do pensamento contemporâneo reivindicada por filósofos lusófonos. Originalmente, seu ponto comum foi a ideia de que há uma filosofia de língua portuguesa em diálogo ou que existe a necessidade de que se crie uma. No primeiro caso, tais estudos são acumulativos e especulativos, no segundo as teses e hipóteses desvelam-se pelos contemporâneos, criando uma forma de filosofar luso-brasileira, inicialmente, problematizando o tema e as temáticas e ela relacionadas.

## História
O diálogo promovido pelos cursos de filosofia brasileira e portuguesa nos cursos universitários propiciou a organização de diversos Colóquios, bem como na realização de cursos, palestras e estudos envolvendo ambos os países. Destacam-se a atuação do Instituto de Filosofia Luso-Brasileira e de um corpo consistente de filósofos e estudiosos portugueses que empregaram esforços nessa direção, tais como António Braz Teixeira, Antonio Paim, Afonso Botelho, Ana Prosérpio, Alberto Antunes Abreu, Carlos Pacheco Amaral, António Pedro Mesquita, Guilherme de Oliveira Martins, etc.
Suas obras articulam e centralizam importantes pensadores, filósofos e escritores de ambos os países, nomes como Matias Aires, Vicente Ferreira da Silva, Vilém Flusser, Miguel Reale, João de São Tomás, Agostinho da Silva, Milton Vargas, Sílvio Romero,  Tobias Barreto, Leonardo Coimbra, António Vieira,  Eduardo Abranches de Soveral, Farias Brito, Gilberto Freyre, Afonso Botelho, Basílio Teles, Guerreiro Ramos, Jorge de Lima, Basílio da Gama, João Guimarães Rosa, além de movimentos estéticos como a Escola do Recife, a Escola de São Paulo e a Escola Jurídica Portuguesa.
De acordo com o professor de filosofia e historiador da filosofia, Paulo Margutti, a filosofia luso-brasileira foi marcada por duas posturas distintas: o "sanchismo" e o "fonsequismo":
Citação: A postura sanchista, que assim denominei a partir da atitude filosófica de Francisco Sanches, transforma a descrença em questão num autêntico ceticismo filosófico, em que os sistemas filosóficos da tradição são simplesmente recusados por insuficientes. Nesse caso, o apelo à visão intuitiva da realidade é reforçado. Isso abre o campo para o surgimento de obras literárias que busquem expressar intuições filosóficas. Foi isso que me levou a incluir literatos-filósofos na exposição da filosofia brasileira do Período Colonial. Observo aqui, de passagem, que os literatos-filósofos não constituem um fenômeno exclusivamente brasileiro. Zenkovsky, p. ex., na sua História da Filosofia Russa, não tem qualquer problema em incluir, na lista dos pensadores por ele estudados, autores como Gogol, Tolstoi e Dostoievsky. Quanto à postura fonsequista, que assim denominei a partir da atitude filosófica de Pedro da Fonseca, ela transforma a descrença em questão numa submissão intelectual aos pensadores estrangeiros que construíram sistemas especulativos em virtude de sua capacidade para tanto. Nesse caso, o apelo à intuição, embora ainda exista, não é reforçado. Isso abre o campo para o surgimento de obras filosóficas voltadas para a exegese de autores estrangeiros. E, como não poderia deixar de ser, essas obras só florescem adequadamente numa atmosfera universitária.

## O primeiro filósofo brasileiro
A Europa de 1730 é pura efervescência: morre uma concepção do mundo para emergir outra; em todos os campos do saber – filosofia, matemáticas, física, étc. – surgem novos valores que substituem os antigos. É a decadência da filosofia escolástica, sob influência do racionalismo inspirado em Descartes, Malebranche, Leibniz, Spinoza e a publicação das obras de Voltaire e da Enciclopédia dirigida por D’Alembert e Diderot. Na Academia de Ciências de Paris predominam as matemáticas e a física de Newton. É nesse contexto que nasceu Matias Aires Ramos da Silva Eça, em 1705, em São Paulo; segundo Marcondes César (2015), o primeiro brasileiro a escrever uma obra original de filosofia, na qual reflete a formação que teve com os jesuítas, desenvolvendo um forte espírito crítico.
Nesta época Matias Aires começa a elaborar o seu livro: Reflexões sôbre a Vaidade dos Homens. A obra tem um duplo interesse: é sensível à problemática do tempo, porque nela são abordados algumas questões a que os filósofos do século XVIII vão dar muita importância: os temas relativos ao relacionamento homem-sociedade, ao direito divino dos reis, à decadência da nobreza puramente hereditária e a consequente valorização da aristocracia, conceito que desde o século XVII começara a se afirmar como dependente do sangue, da posição econômica e, principalmente, das virtudes individuais, por oposição à nobreza – aparecem em seu livro, considerados sob o ponto de vista moral.

## A questão indígena
Um dos temas nucleares em tais estudos é a questão indígena, tendo António Vieira com objeto e pensador articulado nas reflexões. Isto, pois, a obra de Vieira se inscreve no horizonte de uma problemática filosófica que o precedeu, caracterizando o século de ouro do pensamento ibérico e que teve em autores espanhóis e portugueses seu vôo e sua expressão. É no âmbito da evangelização, do projeto do estabelecimento do império de Cristo no mundo, que deve ser compreendida a atuação das ordens religiosas no continente americano. Os temas do valor da pessoa humana, da liberdade, da guerra justa, estão presentes no filosofar dos séculos XVI e XVII. Em outras palavras, a afirmação de Vieira dos direitos dos índios inscreve-se na linhagem do debate que o precedeu, em que a Escola de Salamanca desempenhou papel crucial.

## Filosofia Jurídica Luso-brasileira no século XX
Na cultura filosófica luso-brasileira, nos três primeiros lustros do séc. XX, correspondentes ao declínio da Escola do Recife, a reflexão sobre o direito continuou a ser fortemente marcada pelo predomínio quase exclusivo de doutrinas de índole sociológica, associadas a concepções monistas e
evolucionistas, herdadas do último quartel de Oitocentos, protagonizadas, agora, por figuras como Avelino Calisto (1843-1910), em Coimbra, Pedro Lessa (1859-1921), em São Paulo, Sílvio Romero (1851-1914), Artur Orlando (1858-1916) e Fausto Cardoso (1864-1906), no Rio de Janeiro ou Almáquio Dinis (1880-1937), na Bahia, contra as quais, no entanto, se manifestaram, criticamente, Raimundo Farias Brito (1862-1917), no Brasil, e Paulo Merêa (1889-1977), em Portugal, contrapondo-lhes um novo modo de compreender a realidade jurídica, baseado numa visão metafísica de teor assumidamente espiritualista.